# Mehdi Carcela-González
Mehdi Carcela-González (arabisch المهدي كارسيلا, DMG al-Mahdī Kārisīlā; * 1. Juli 1989 in Lüttich) ist ein belgischer Fußballspieler marokkanisch-spanischer Abstammung.
Nach mehreren Vereinswechseln spielte der Mittelfeldspieler zuletzt von Januar 2018 bis April 2022 erneut beim belgischen Erstligisten Standard Lüttich. Nachdem er zwischen 2009 und 2010 dreimal in die belgische Junioren-Nationalmannschaft einberufen wurde und dabei in zwei Partien eingesetzt wurde, spielt er seit 2011 für Marokko, das Heimatland seiner Mutter.

## Karriere

### Verein
Carcela-González begann seine Profikarriere 2008 in der ersten Mannschaft von Standard Lüttich. Sein Debüt in der höchsten belgischen Spielklasse gab der Offensivspieler am 13. September 2008 gegen den KV Kortrijk. Er wurde in der 81. Minute für Igor de Camargo eingewechselt; das Spiel wurde 2:0 gewonnen. Weiters kam er am 18. Dezember 2008 zu seinem ersten Einsatz auf europäischer Klubebene, als er im Gruppenspiel des UEFA Cups gegen den VfB Stuttgart in der 65. Minute für Wilfried Dalmat eingewechselt wurde. Das Spiel in Stuttgart wurde mit 0:3 verloren. Am Ende seiner Debütsaison wurde Standard Lüttich belgischer Meister; weiters wurde der Supercup errungen.
In der darauffolgenden Saison stieß Carcela-González mit Standard bis ins Viertelfinale der Europa League vor. In der Meisterschaft wurde der achte Platz erreicht, in den Play-offs um die Europa-League-Startplätze der zweite Rang in Gruppe B. In dieser Saison kam Carcela-González auf insgesamt zehn Europapokalspiele (jeweils fünf in der UEFA Champions League und Europa League).
Im August 2011 wechselte Carcela-González nach Russland zu Anschi Machatschkala.
Am 1. September 2013 kehrte Carcela-González nach Lüttich zurück. Dort spielte er bis Sommer 2015 und wechselte anschließend nach Portugal zu Benfica Lissabon. Nach einem Jahr wechselte er zum spanischen Club FC Granada. Von dort wurde er im Sommer 2017 zunächst zu Olympiakos Piräus und ab Februar 2018 nach Standard Lüttich verliehen. Anfang Juni 2018 wechselte Carcela-González offiziell nach Standard Lüttich zurück. Im Februar 2021 wurde sein Vertrag dort verlängert.
In der Saison 2021/22 bestritt er 23 von 34 möglichen Ligaspielen für Standard, in denen er ein Tor schoss, sowie drei Pokalspiele. Sein Vertrag endete mit Ende der Saison 2021/22.

### Nationalmannschaft
Carcela-González wurde, als Sohn eines spanischen Vaters und einer marokkanischen Mutter, in Lüttich geboren und wuchs dort auf. Er spielte für die belgische U-21-Nationalmannschaft (7 Spiele, 1 Tor) und absolvierte auch zwei A-Länderspiele für Belgien, ehe er sich im Dezember 2010 entschied, von nun an für Marokko aufzulaufen. Sein Debüt für die Nordafrikaner gab er am 9. Februar 2011 beim 3:0-Sieg gegen Niger. Er stand im Kader Marokkos für die Fußball-Weltmeisterschaft 2018. Nach einem 2:2-Unentschieden gegen Spanien und zwei 0:1-Niederlagen gegen Portugal und den Iran schied Marokko als letzter der Gruppe B aus dem Turnier aus. Carcela-González kam nur gegen Portugal zum Einsatz.
Danach stand er für längere Zeit nicht mehr im Kader der marokkanischen Nationalmannschaft, bis er bei den Freundschaftsspielen gegen Burkina Faso und Niger im September 2019 wieder eingesetzt wurde. Bis dato (Stand: 10. September 2019) wurde er in 24 Länderspielen für Marokko eingesetzt.

## Erfolge
- Belgischer Meister: 2009
- Belgischer Pokalsieger: 2018
- Belgischer Supercupsieger: 2009
- Portugiesischer Meister: 2015, 2016

## Auszeichnungen
- Lion Belge (für den besten Spieler nordafrikanischer Herkunft, der in Belgien spielt): 2018, 2019[4]